# Liam Payne
Liam James Payne (Wolverhampton, 29 de agosto de 1993-Buenos Aires, 16 de octubre de 2024) fue un cantante y compositor británico. Alcanzó el reconocimiento internacional por haber sido uno de los miembros del grupo One Direction.
Tras audicionar en The X Factor y ser aceptado, la jueza Nicole Scherzinger sugirió que Liam llamado  junto con Harry Styles, Niall Horan, Zayn Malik y Louis Tomlinson, formasen un grupo. La creación del grupo, al que se llamó One Direction, se hizo realidad y los cinco fueron apadrinados por Simon Cowell. Llegaron a la final del programa y quedaron en el tercer lugar. Aunque no ganaron, Cowell pagó un contrato para que firmasen con el sello discográfico Syco.
En su carrera con One Direction, Payne compuso temas como «Taken», «Everything About You», «Same Mistakes», «Last First Kiss», «Back For You» y «Summer Love», pertenecientes a los álbumes Up All Night y Take Me Home.

## Biografía y carrera

### 1993-2010: primeros años yThe X Factor
Liam Payne nació el 29 de agosto de 1993 en Wolverhampton, Reino Unido, bajo el nombre de Liam James Payne. Era hijo de Geoff y Karen Payne, y hermano menor de Ruth y Nicola. Al momento de nacer, presentó problemas de salud debido a que  uno solo de sus riñones funcionaba correctamente, condición que los médicos no pudieron descifrar hasta tres semanas después. Para mantenerlo con vida soportó un tratamiento invasivo y cruento. También declaró que sus primeros años de vida los pasó en el hospital y que en su adolescencia nunca tuvo suerte en el amor.
En su infancia, aspiraba a convertirse en corredor olímpico, pero luego de demostrar tener habilidades para el canto y de ser rechazado de un equipo olímpico de atletismo, optó por perseguir una carrera en el medio musical. A los 12 años, comenzó a perfeccionar sus habilidades vocales cuando se unió a Pink Productions, un grupo de artes escénicas con sede en Wolverhampton, que le permitió mostrar su talento frente a un público real por primera vez. Mientras estudiaba en la secundaria, fue era víctima de acoso escolar, por lo que decidió practicar un poco de boxeo. Posteriormente, estudió tecnología musical en la City of Wolverhampton College de Wolverhampton.
Liam audicionó para The X Factor en 2008, y Simon Cowell lo eliminó en la ronda final ya que creía que era muy joven. Cowell le pidió que volviese a audicionar cuando fuese mayor. Dos años más tarde, audicionó nuevamente para The X Factor con «Cry Me a River» y recibió una ovación de pie por parte del público. En la siguiente etapa, interpretó «Stop Crying Your Heart Out» de Oasis, pero no aplicó para la categoría de «Chicos», por lo que fue integrado a One Direction.

### 2010-2016: One Direction
Tras audicionar para The X Factor, la jueza Nicole Scherzinger sugirió que Liam formase parte de un grupo llamado One Direction junto con Harry Styles, Zayn Malik, Niall Horan y Louis Tomlinson. La creación del grupo se hizo realidad y los cinco fueron apadrinados por Simon Cowell. Durante la competencia, la banda interpretó distintos temas como «My Life Would Suck Without You» de Kelly Clarkson y «Total Eclipse of the Heart» de Bonnie Tyler, lo que los convirtió en uno de los favoritos para ganar el concurso. Sin embargo, quedaron en el tercer lugar, detrás de Rebecca Ferguson y el ganador Matt Cardle. A pesar de no haber ganado, Cowell pagó un contrato de dos millones de libras para que One Direction firmara con el sello discográfico Syco.
En 2011, lanzaron su primer álbum de estudio, Up All Night. Este debutó en el número uno del Billboard 200, lo que convirtió a One Direction en el primer grupo británico que hace debutar su primer álbum de estudio en el número uno. Su primer sencillo, «What Makes You Beautiful», alcanzó el número uno en Irlanda, México y el Reino Unido. Los sencillos posteriores, «Gotta Be You», «One Thing» y «More than This», contaron con un éxito moderado, siendo exitosos en algunos países, pero fracasos en otros. Para promocionar el disco, se embarcaron en el Up All Night Tour y sacaron un DVD de la gira, llamado Up All Night: The Live Tour.

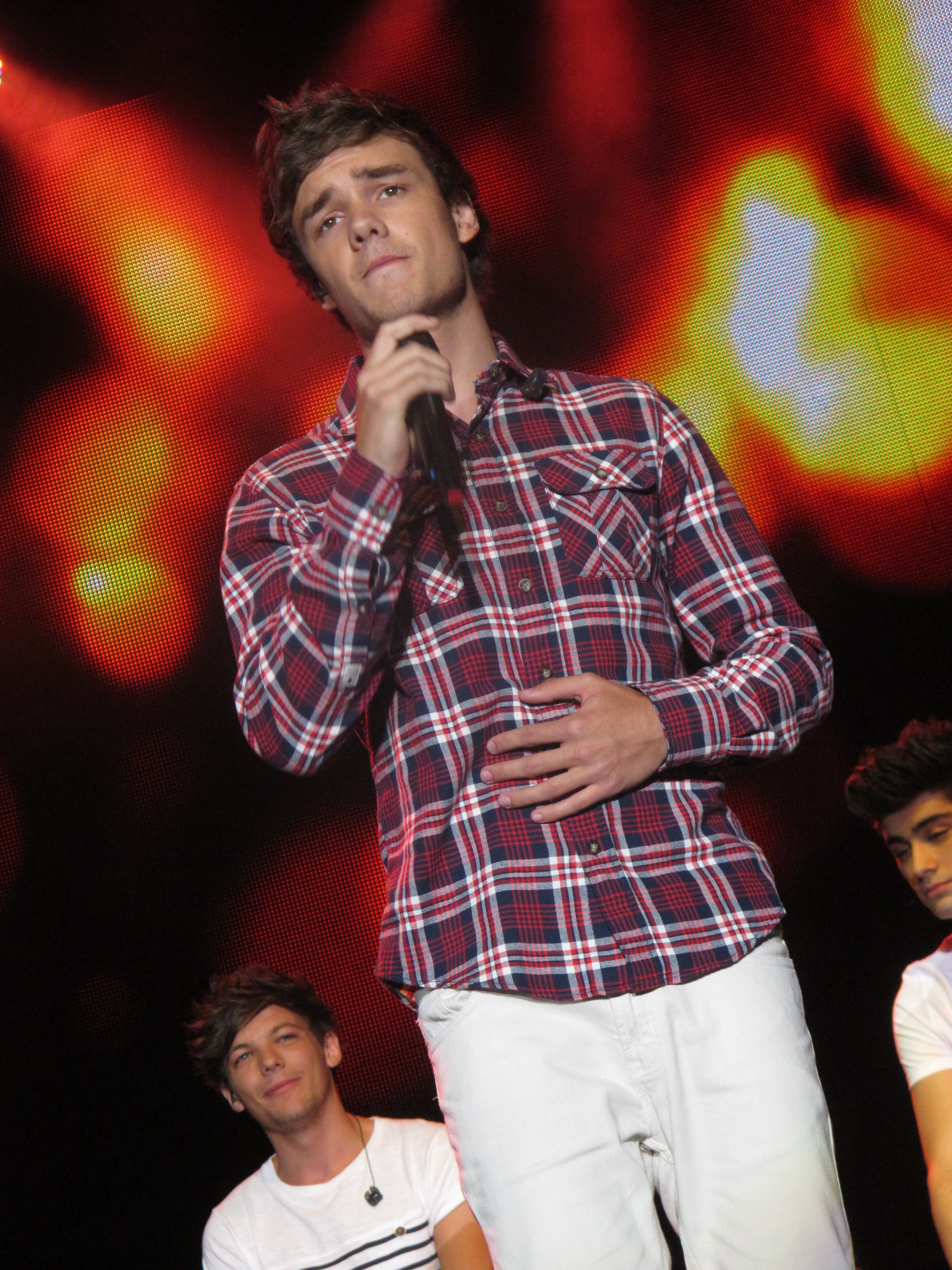
Fotografiado durante un concierto en 2012.

En noviembre de 2012, lanzaron su segundo álbum, Take Me Home. Este contó con una recepción mejor a la de Up All Night, ya que llegó al número uno en el Reino Unido, siendo el primer disco del quinteto que lo logra. También alcanzó el primer puesto en Australia, Canadá, los Estados Unidos, Irlanda y Nueva Zelanda. Los dos primeros sencillos de este disco, «Live While We're Young» y «Little Things», tuvieron una buena recepción. El primero, alcanzó el primer puesto en Irlanda y Nueva Zelanda, mientras que el segundo llegó al primer puesto en el Reino Unido. El tercer y último sencillo, «Kiss You», fracasó en ventas en la mayoría de los países y no logró posiciones destacadas en comparación con los dos lanzamientos previos de One Direction. Por otra parte, juntos iniciaron su segunda gira Take Me Home Tour, que recorrió cuatro continentes de todo el mundo y además parte de ella fue grabada para su primera película documental dirigida por Morgan Spurlock, llamado This is Us.
En otras actividades, realizaron un mezcla de «One Way or Another» de Blondie y «Teenage Kicks» de The Undertones llamada «One Way or Another (Teenage Kicks)», con el fin de ayudar a recaudar fondos para la organización Comic Relief.
El tercer álbum de estudio de la banda Midnight Memories se lanzó el 25 de noviembre de 2013. Fue el álbum más vendido en todo el mundo en 2013 con 4 millones de copias vendidas en todo el mundo. «Best Song Ever», el sencillo principal del álbum se convirtió en la canción más exitosa de One Direction en Estados Unidos. Tras el lanzamiento del álbum, el grupo se embarcó en la gira Where We Are. En noviembre de 2014, One Direction lanzó su cuarto álbum Four que incluiría los sencillos «Steal My Girl» y «Night Changes», ambas canciones alcanzaron la certificación de platino en Estados Unidos. En febrero de 2015, la banda se embarcó en la gira On The Road Again, tocando en Australia, Asia, África, Europa y América del Norte. En noviembre de 2015, se lanzó su quinto álbum Made in the AM, liderado por los sencillos «Drag Me Down» y «Perfect». Tras el lanzamiento del álbum, el grupo comenzó una pausa indefinida.

### 2016-2024: incursión como solista
El 21 de julio de 2016, anunció que había firmado un contrato discográfico con Capitol Records para comenzar a grabar música como solista. Su primer sencillo en solitario «Strip That Down», en colaboración con Quavo y coescrito por Ed Sheeran junto a Steve Mac, se lanzó el 19 de mayo de 2017. Más tarde estrenó el tema «Bedroom Floor», y la canción «Get Low» junto a Zedd.  Después del lanzamiento de su sencillo «Bedroom Floor» en octubre de 2017, Payne comentó en Hits Radio que su álbum debut se lanzaría en enero de 2018, declarando que había trabajado con Ed Sheeran y que el disco contendría «pop oscuro, pistas urbanas y música trap».

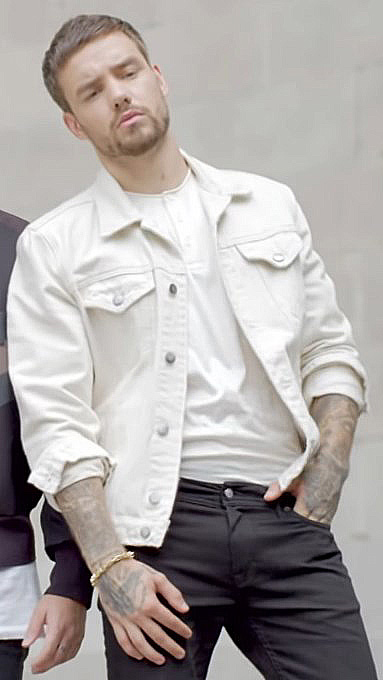
Retratado en 2018.

En enero de 2018, junto Rita Ora lanzaron el sencillo «For You» para la banda sonora de la película Cincuenta sombras liberadas. En abril de 2018, colaboró en la canción «Familiar» de J Balvin.  El 30 de marzo de 2018, actuó frente a más de 100.000 personas durante un concierto gratuito en Global Village en Dubái. En mayo de 2018, comentó en Good Morning America que su primer álbum iba a ser lanzado el 14 de septiembre de 2018.
El 16 de agosto de 2018, anunció la fecha de su primer EP First Time. Se publicó finalmente para su descarga digital a través del sello Capitol Records el 24 de agosto de 2018. Para su promoción estrenó el sencillo principal del mismo nombre en colaboración con French Montana. Antes del lanzamiento del EP, anunció que postergaría el lanzamiento de primer álbum de estudio para hacer algunos ajustes. Colaboró en la canción «Polaroid» de Jonas Blue, junto con Lennon Stella el 5 de octubre de 2018.
Payne lanzó la canción «Stack It Up» junto al rapero estadounidense A Boogie wit da Hoodie, el 18 de septiembre de 2019 como sencillo de su primer álbum de estudio LP1. En octubre del mismo año, reveló que este material se lanzaría el 6 de diciembre de 2019.
El 2020 estableció el 2020 Tour para promocionar su primer álbum como solista LP1.

## Influencias musicales
Payne citó al cantante Justin Timberlake como una de sus mayores influencias musicales.

## Vida personal
Mostró haber tenido cierta fobia a las cucharas. Comentó que lo mejor que le pasó en The X Factor fue haber conocido a las cuatro mejores personas del mundo —refiriéndose a Harry Styles, Zayn Malik, Niall Horan y Louis Tomlinson—.
De 2010 hasta finales de 2012, mantuvo una relación con Danielle Peazer, una bailarina que conoció en The X Factor.
A principios de 2016 comenzó a salir con la también cantante británica Cheryl Tweedy. El 22 de marzo de 2017 la pareja tuvo un hijo, un niño llamado Bear Grey Payne. Su relación terminó en julio de 2018.
En 2019 comenzó una relación con Maya Henry. En agosto de 2020 la pareja se comprometió. Cancelaron su compromiso en junio de 2021. Sin embargo, se reconciliaron poco después.

### Salud
Payne había hablado sobre su lucha contra el alcoholismo desde el auge del éxito de One Direction.  El cantante también había comentado sobre sus luchas con la ideación suicida. En 2023, declaró que había estado sobrio durante más de tres meses. Cuando era adulto recibió un diagnóstico de TDAH. En agosto de 2023, fue hospitalizado por una infección renal.
El 1 de junio de 2022, fue entrevistado por Logan Paul para su serie de podcast donde Payne, mientras estaba ebrio, dijo que One Direction se originó con la promesa que le hizo Simon Cowell. También habló sobre la vida familiar de su excompañero Zayn Malik y declaró: «Hay muchas razones por las que no me gusta Zayn y hay muchas razones por las que siempre, siempre estaré de su lado». Posteriormente aclaró sus comentarios sobre Malik y se disculpó.  Según un artículo en Vulture, Payne hizo afirmaciones incorrectas en la entrevista, como haber «vendido más que todos» los demás miembros de One Direction. Más tarde, en 2023, anunció su sobriedad y dijo que fue a un centro de rehabilitación después de la entrevista.

## Muerte
El 16 de octubre de 2024, Payne falleció a los 31 años de edad, tras caer de un tercer piso del CasaSur Palermo Hotel, localizado en el barrio de Palermo, Buenos Aires. La policía acudió al hotel después de una llamada realizada a emergencias por el encargado del lugar, en la que citó a: «un hombre agresivo que podría estar bajo los efectos de drogas y alcohol». En la llamada de emergencia se agregó que: «cuando está consciente está rompiendo toda la habitación y necesitamos que envíen a alguien», agregando que su vida estaba en riesgo porque su habitación tenía balcón. Payne cayó del balcón poco después de la llegada de los servicios de emergencia. La muerte del artista fue confirmada a las 17:11 hora oficial argentina (HOA). El equipo médico de emergencia que llegó al hotel reportó que Payne había sufrido una «fractura craneal y lesiones extremadamente graves», que le provocaron una muerte instantánea.
Alberto Crescenti, director del servicio público de emergencias médicas de Buenos Aires, anunció la muerte del cantante a través del canal de noticias argentino TN, afirmando que la caída fue de unos 13 a 14 metros (43 a 46 pies) y que había sufrido «lesiones muy graves incompatibles con la vida, sin posibilidad de reanimación». Crescenti se negó a comentar si la muerte fue un suicidio o un accidente. Pablo Policicchio, director de comunicaciones del Ministerio de Seguridad de Buenos Aires, confirmó que Payne «había saltado desde el balcón de su habitación». La policía dijo más tarde que en su habitación habían sido encontrados varios medicamentos y suplementos energéticos, incluido clonazepam, y que en el patio donde se recogió su cuerpo había una botella de whisky. Algunos testigos de la escena afirmaron que el artista estaba «muy drogado» antes de morir.
El examen post mortem inicial indicó que Payne había muerto por hemorragias internas y externas, así como por múltiples lesiones traumáticas. Los expertos forenses dieron informe de 25 lesiones causadas por la caída y afirmaron que sus heridas cerebrales traumáticas eran «suficientes para causar la muerte», y que el sangrado en la cabeza y la parte superior del cuerpo también contribuyeron a su deceso. La autopsia no encontró signos de pelea y señaló que Payne estaba solo en la habitación al momento de su muerte. Los estudios preliminares del examen toxicológico determinaron la presencia de múltiples sustancias psicoactivas en el cuerpo de Payne al momento de su muerte, como cocaína, crack, benzodiacepinas y también cocaína rosa, un producto que surge de la mezcla de la metanfetamina, la ketamina, y el MDMA, entre otras sustancias. 
El tabloide estadounidense TMZ consiguió fotografías del cadáver de Payne y las publicó recortando las partes posiblemente explícitas, mostrando solamente su brazo y su cintura. La decisión que tuvieron de difundir las imágenes fue criticada por varios fanáticos y figuras públicas, lo que llevó al medio a retirarlas de su página web.
Payne había llegado a Argentina a principios de octubre, para asistir junto a su novia Kate Cassidy al concierto de su excompañero de banda Niall Horan en el Movistar Arena, después del cual se reunió con Horan en el backstage. Cassidy se había ido de Buenos Aires hacia la casa de su pareja en Miami cuatro días antes de la muerte del artista, afirmando que «se suponía que íbamos a estar allí durante, como, cinco días, se convirtieron en dos semanas». Se afirmó que Payne se quedó en el país para resolver problemas en la embajada estadounidense con respecto a su visa O, lo que provocó retrasos.

### Reacciones

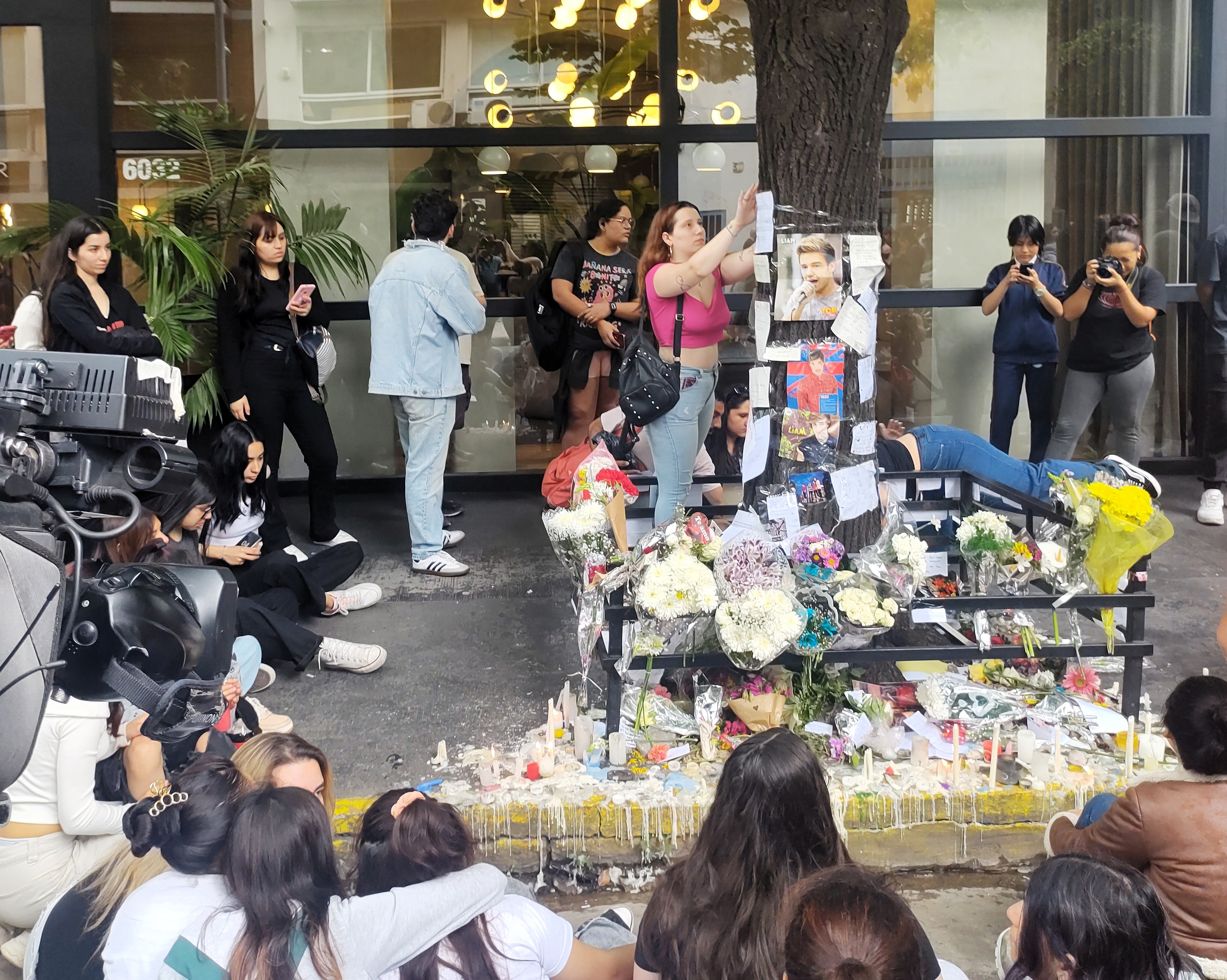
Altar frente al hotel donde falleció, fotografiado el 17 de octubre de 2024.

Poco después de su muerte, los fanáticos del cantante se reunieron fuera del hotel donde murió para encender velas y colocar un altar improvisado en remembranza, además, ovacionaron la camioneta forense que transportó sus restos mientras se retiraba del hotel.
La familia del artista publicó un comunicado respecto a su fallecimiento, afirmando que estaban desconsolados y que viviría por siempre en sus corazones, pidiendo privacidad mientras se apoyaban mutuamente. Sus compañeros de One Direction, Horan, Malik, Styles y Tomlinson, publicaron una declaración conjunta solicitando tiempo antes de hablar más sobre su muerte, además de mencionar que estaban en duelo y procesando la partida de su «hermano», a quien amaban profundamente. El productor discográfico Simon Cowell, quien descubrió a Payne y a los chicos de One Direction en The X Factor, declaró sentirse «vacío» tras la muerte de Liam, y elogió su alegría, perseverancia y talento.
La filmación de las audiciones para la temporada 18 de Britain's Got Talent, fueron suspendidas por respeto a su memoria. El primer ministro del Reino Unido, Sir Keir Starmer, emitió un comunicado en el que lamentó la muerte del artista y mencionaba el «enorme impacto de One Direction en muchos millones de fanáticos en todo el mundo». Músicos de todo el mundo le rindieron homenaje. El concejal de Wolverhampton, Simon Bennett, dijo que Payne debería recibir póstumamente el honor de Libertad de la Ciudad. Wolverhampton Wanderers F.C. y West Bromwich Albion también le rindieron tributos.
Al día siguiente del fallecimiento de Payne, el catálogo de One Direction vio un aumento significativo de reproducciones en Spotify y diez canciones estuvieron entre las 200 más escuchadas a nivel global, de las cuales «Night Changes» logró el puesto más alto al ubicarse en el número 6 con 4.65 millones de reproducciones, seguida por «Story of My Life» en la posición 11, «What Makes You Beautiful» en la 29 y «Perfect» en la 33. De igual manera, One Direction fue el segundo acto más reproducido de la plataforma durante el 17 de octubre. El 19 de octubre, Zayn Malik, su excompañero de One Direction, pospuso los primeros conciertos de su Stairway to the Sky Tour, que preveía iniciar el 25 del mismo mes en los Estados Unidos.

## Discografía
Álbum de estudio
- 2019: LP1

EP
- 2018: First Time

## Filmografía
| Año  | Título                          | Papel            | Notas                                                                           | Ref.    |
| ---- | ------------------------------- | ---------------- | ------------------------------------------------------------------------------- | ------- |
| 2012 | iCarly                          | Él mismo         | Episodio: «iGo One Direction»                                                   | [ 116 ] |
| 2013 | One Direction: This Is Us       | Él mismo         |                                                                                 | [ 117 ] |
| 2014 | Where We Are – The Concert Film | Él mismo         |                                                                                 | [ 118 ] |
| 2014 | Dynamo: Magician Impossible     | Él mismo         | Invitado; temporada 4, episodio 1                                               | [ 119 ] |
| 2014 | Dancing with the Stars          | Él mismo         | Invitado; temporada 19, episodio 13                                             | [ 120 ] |
| 2016 | Family Guy                      | Él mismo         | Personaje de voz; episodio: «Run, Chris, Run»                                   | [ 121 ] |
| 2017 | Drop the Mic                    | Él mismo         | Episodio: «Niecy Nash vs. Cedric the Entertainer / Liam Payne vs. Jason Derulo» | [ 122 ] |
| 2018 | Hoy                             | Él mismo         | Invitado                                                                        | [ 123 ] |
| 2021 | Ron's Gone Wrong                | B-bot sin nombre | Personaje de voz; cameo                                                         | [ 124 ] |

## Premios y nominaciones
| Año  | Premiación               | Categoría                               | Trabajo nominado              | Resultado | Ref.    |
| ---- | ------------------------ | --------------------------------------- | ----------------------------- | --------- | ------- |
| 2015 | Attitude                 | Hombre más atractivo del año            | Liam Payne                    | Ganador   | [ 125 ] |
| 2016 | BMI London Awards        | Reconocimiento especial                 | «Night Changes»               | Ganador   | [ 126 ] |
| 2016 | BMI London Awards        | Reconocimiento especial                 | «Steal My Girl»               | Ganador   | [ 126 ] |
| 2017 | Teen Choice Awards       | Artista masculino del verano            | Liam Payne                    | Nominado  | [ 127 ] |
| 2017 | Teen Choice Awards       | Hombre más atractivo                    | Liam Payne                    | Nominado  | [ 127 ] |
| 2018 | Brit Awards              | Mejor sencillo británico                | «Strip That Down» (con Quavo) | Nominado  | [ 128 ] |
| 2018 | Brit Awards              | Vídeo británico del año                 | «Strip That Down» (con Quavo) | Nominado  | [ 128 ] |
| 2018 | BMI Pop Awards           | Reconocimiento especial                 | «Strip That Down»             | Ganador   | [ 129 ] |
| 2018 | Global Awards            | Mejor artista masculino                 | Liam Payne                    | Nominado  | [ 130 ] |
| 2018 | Global Awards            | Mejor artista o grupo británico         | Liam Payne                    | Nominado  | [ 130 ] |
| 2018 | Global Awards            | Mejor artista pop                       | Liam Payne                    | Nominado  | [ 130 ] |
| 2018 | Global Awards            | Premio al artista global                | Liam Payne                    | Ganador   | [ 130 ] |
| 2018 | iHeartRadio Music Awards | Mejor artista nuevo pop                 | Liam Payne                    | Nominado  | [ 131 ] |
| 2018 | iHeartRadio Music Awards | Mejor solista revelación                | Liam Payne                    | Nominado  | [ 131 ] |
| 2018 | Los 40 Music Awards      | Mejor artista revelación internacional  | Liam Payne                    | Nominado  | [ 132 ] |
| 2018 | Los 40 Music Awards      | Mejor videoclip internacional           | «Familiar» (con J Balvin)     | Nominado  | [ 132 ] |
| 2018 | MTV Video Music Awards   | Best vídeo dance                        | «Get Low» (con Zedd)          | Nominado  | [ 133 ] |
| 2018 | Teen Choice Awards       | Mejor canción latina                    | «Familiar» (con J Balvin)     | Ganador   | [ 134 ] |
| 2018 | Teen Choice Awards       | Canción del verano                      | «Familiar» (con J Balvin)     | Nominado  | [ 134 ] |
| 2018 | Teen Choice Awards       | Artista masculino del verano            | Liam Payne                    | Nominado  | [ 134 ] |
| 2019 | Brit Awards              | Vídeo británico del año                 | «For You» (con Rita Ora)      | Nominado  | [ 135 ] |
| 2019 | BreakTudo Awards         | Mejor actuación internacional en Brasil | VillaMix                      | Nominado  | [ 136 ] |
| 2019 | Global Awards            | Mejor artista masculino                 | Liam Payne                    | Nominado  | [ 137 ] |
| 2019 | Global Awards            | Mejor artista pop                       | Liam Payne                    | Nominado  | [ 137 ] |